# Quercus ilicifolia
Quercus ilicifolia Wangenh. – gatunek roślin z rodziny bukowatych (Fagaceae Dumort.). Występuje naturalnie w Kanadzie (w prowincji Ontario) oraz wschodnich Stanach Zjednoczonych (w Connecticut, Delaware, Kentucky, Massachusetts, Marylandzie, Maine, Karolinie Północnej, New Hampshire, New Jersey, stanie Nowy Jork, Pensylwanii, Rhode Island, Wirginii, Vermoncie oraz Wirginii Zachodniej). 

## Morfologia
PokrójZimozielone drzewo lub krzew. Dorasta do 6 m wysokości. Kora jest popękana, łuszcząca się i ma ciemnoszarą barwę.
LiścieBlaszka liściowa jest owłosiona od spodu i ma kształt od eliptycznego do owalnego lub odwrotnie jajowatego. Mierzy 5–12 cm długości oraz 3–9 cm szerokości, ma nasadę od rozwartej do klinowej i ostry wierzchołek, z 3–7 podłużnymi klapami na brzegu. Ogonek liściowy jest owłosiony i ma 1–2,5 cm długości.
OwoceOrzechy zwane żołędziami o kształcie od jajowatego do niemal kulistego, dorastają do 10–16 mm długości i 8–11 mm średnicy. Osadzone są pojedynczo w miseczkach w kształcie kubka, które mierzą 5–9 mm długości i 10–17 mm średnicy. Orzechy otulone są w miseczkach do 25–35% ich długości.

## Biologia i ekologia
Rośnie na skalistych oraz piaszczystych terenach. Występuje na wysokości do 1500 m n.p.m.